# Контрерас, Хосе (футболист, 1994)
Хосе Давид Контрерас Верна (исп. José David Contreras Verna; родился 20 октября 1994 года в Гуасдуалито, Венесуэла) — венесуэльский футболист, вратарь клуба «Агилас Дорадас» и сборной Венесуэлы.

## Клубная карьера
Контрерас начал карьеру в клубе «Арагуа». 22 августа 2011 года в матче против «Яракуянос» он дебютировал в венесуэльской Примере. Во втором сезоне Хосе завоевал место в основе и по его окончании покинул команду. 2013 году Контрерас подписал контракт с «Депортиво Тачира». 10 ноября в матче против «Льянерос» он дебютировал за новый клуб. В 2015 году Хосе стал чемпионом Венесуэлы.
В сезоне 2018/19 играл на правах аренды за клуб второго дивизиона Франции «Шатору», по возвращении продолжил выступать за «Депортиво Тачира». Вице-чемпион Венесуэлы 2020 года. В 2021 году перешёл в «Депортиво Пасто», затем играл в Коста-Рике за «Сан-Карлос» и в Колумбии за «Агилас Дорадас».

## Международная карьера
В 2011 году Контрерас принял участие в юношеском чемпионате Южной Америки в Эквадоре. На турнире он сыграл в матчах против команд Бразилии, Чили, Колумбии и Парагвая.
В 2013 году в составе молодёжной сборной Венесуэлы Контрерас принял участие в молодёжном чемпионате Южной Америки в Аргентине. На турнире он сыграл в матчах против команд Перу, Эквадора, Уругвая и Бразилии.
3 февраля 2016 года в товарищеском матче против сборной Коста-Рики Контрерас дебютировал за сборную Венесуэлы.
В 2016 году Хосе попал в заявку на участие в Кубке Америки в США. На турнире он был запасным и на поле так и не вышел.

## Достижения
Командные
 «Депортиво Тачира»
- Чемпионат Венесуэлы по футболу — 2014/2015